# مارجن كول (فلم)
نداء الهامش (بالإنجليزية: Margin Call) هو فيلم أمريكي درامي مستقل صدر عام 2011, تم إخراجه بواسطة جي. سي. شاندور. 
وتدور أحداث القصة على مدى 36 ساعة في بنك وول ستريت الاستثماري  ويسلط الضوء على المراحل الأولى من الأزمة المالية في 2007. والتركيز على تصرفات مجموعة من الموظفين خلال الانهيار المالي. ومن أميز الممثلين في الفيلم: كيفين سبيسي, بول بيتاني, جيرمي أيرونز, زاكري كوينتو, بين بادغلي, سايمون بيكر, ديمي مور, وستانلي توكسي.
وكان إنتاج الفيلم مشترك بين: الاستوديوهات السينمائية بيفور ذا دور بيكتشرز, بينارويا بيكتشرز، أفلام ساحة واشنطن، مارجن كول برودكشنز، ساكونيت كابيتال، شركة بدون اسم للترفيه.
أما في المسارح، فقد تم توزيعه تجارياً بواسطة ليونزغيت ورود سايد أتراكشنز.
يكشف مكالمة هامشية عن النظام الرأسمالي، الجشع, والطمع، والاحتيال الاستثماري. بعد إطلاق وانتشار الفيلم كثيراً في المسارح، رشح الفيلم للحصول على جوائز للإنتاج المميز من قبل جمعية ديترويت للانتقاد السينيمائي, بالإضافة إلى العديد من الترشيحات المستقلة للسيناريو، وترشيحات من منظمات جوائز معترف بها، بما في ذلك جائزة الأوسكار لأفضل سيناريو أصلي. وكانت الجائزة مدبرة عن طريق الموسيقي ناثان لارسون.
ظهر الفيلم أول مرة في مهرجان صندانس السينيمائي في 25 يناير 2011, ثم عرض في المسارح الوطنية في الولايات المتحدة في 21 أكتوبر 2011, محققاً أرباح وصلت إلى 5,354,039$ من التذاكر المحلية.
عرض الفيلم في 199 مسرح خلال أوسع إطلاق له في صالات السينما. وربحت مبلغ إضافي وقدره 14,150,000$ في الأعمال التجارية بعد إطلاقه عالمياً, ووصل إجمالي إيرادات الفيلم إلى 19,504,039$.
فيلم مكالمة هامشية قد استقبل العديد من التعليقات والتقييمات الإيجابية.
وقد تم إطلاق إصدارات الدي في دي و الـبلو راي في الولايات المتحدة في 20 ديسمبر 2011.

## الممثلين

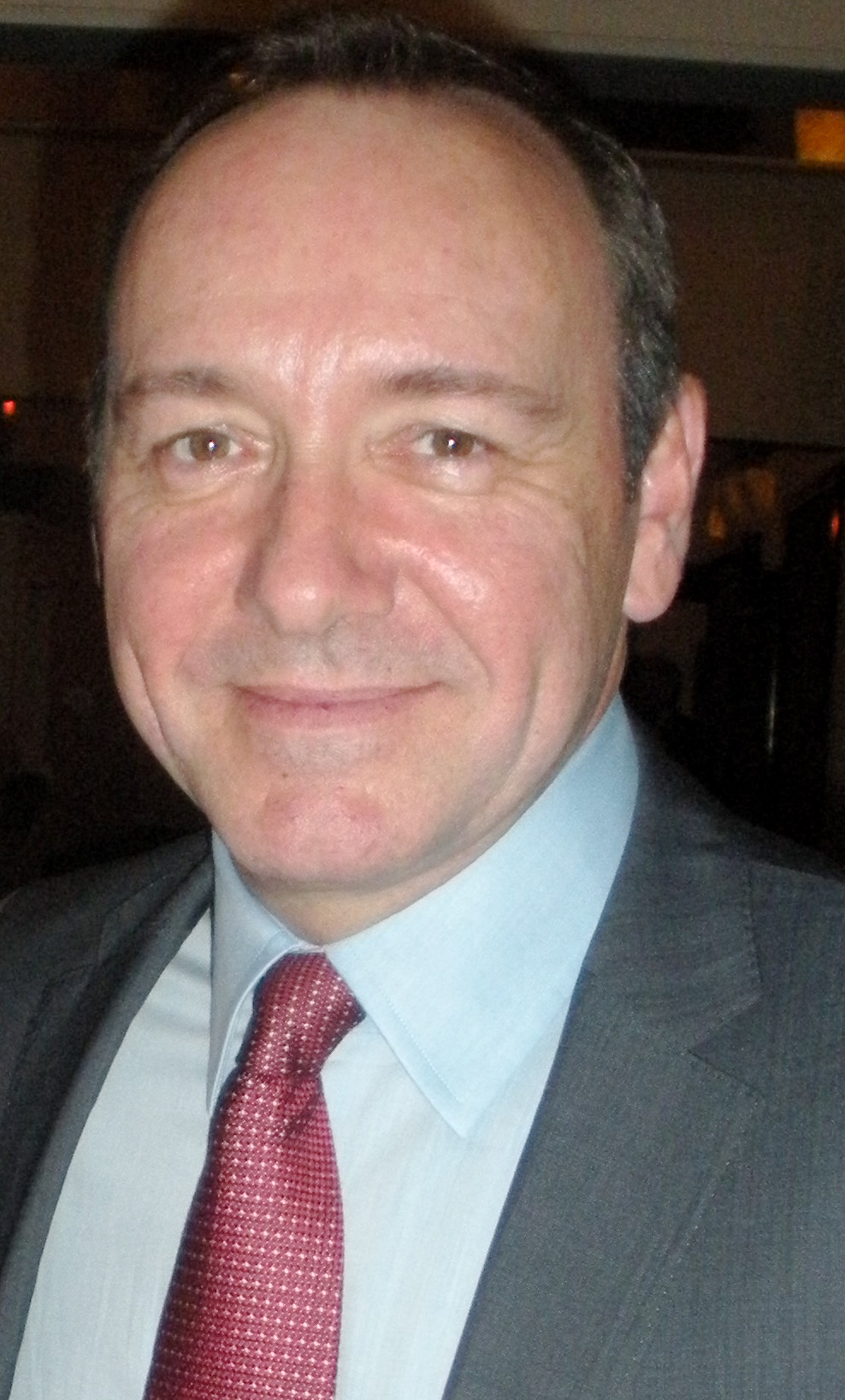
الممثل كيفين سبيسي في دور سام روجرز

- كيفين سبيسي في دور سام روجرز، رئيس المبيعات والتدوال
- ديمي مور في دور سارة روبرتسون، الرئيس التنفيذي لإدارة المخاطر

1. 1 2  "Margin Call". بوكس أوفيس موجو. مؤرشف من الأصل في 2018-09-26. اطلع عليه بتاريخ 2012-08-10.

- جيرمي أيرونز في دور جون تولد، الرئيس التنفيذي ورئيس مجلس الإدارة
- بول بيتاني في دور ويل ايمرسون، رئيس قسم التداول
- ستانلي توتشى في دور اريك دايل، الرئيس السابق لإدارة المخاطر
- زاكري كوينتو في دور بيتر سوليفان، محلل المخاطر الأول
- بن ميشكا في دور سيث بيرغمان، محلل مخاطر مبتدئ
- آسيف ماندفي في دور راميش شاه
- ماري ماكدونيل في دور ماري روجرز
- أشلي وليامز في دور هيذر بروك
- سوزان بلاكويل في دور لورين براتبيرغ
- آل سابينزا في دور لويس كارميلو
- ماريا ديزيا في دور مساعد تنفيذي
- بيتر يوسف كيم في دور تيموثي سينغ
- أوبيرون كي. أي. أدجيبونغ في دور عامل القهوة

## وصلات خارجية
- مارجن كول على موقع IMDb (الإنجليزية)
- مارجن كول على موقع ميتاكريتيك (الإنجليزية)
- مارجن كول على موقع روتن توميتوز (الإنجليزية)
- مارجن كول على موقع نتفليكس (الإنجليزية)
- مارجن كول على موقع قاعدة بيانات الأفلام العربية
- مارجن كول على موقع ألو سيني (الفرنسية)
- مارجن كول على موقع Turner Classic Movies (الإنجليزية)
- مارجن كول على موقع أول موفي (الإنجليزية)
- مارجن كول على موقع بوكس أوفيس موجو (الإنجليزية)
- مارجن كول على موقع فيلمافينيتي (الإسبانية)

1. ↑  "صفحة الفيلم في موقع FilmAffinity identifier". FilmAffinity identifier. اطلع عليه بتاريخ 17 نوفمبر 2016.